# لئو هال
لئو هال (هلندی: Leo Halle؛ ۲۶ ژانویهٔ ۱۹۰۶ – ۱۵ ژوئن ۱۹۹۲) یک بازیکن فوتبال اهل هلند بود.

## تیم ملی
وی همچنین در تیم ملی فوتبال هلند بازی کرده است.